# كارمان ماكليلاند
كارمان ماكليلاند هو سياسي كندي، ولد في 22 سبتمبر 1951 في أنغولا. نشط حزبياً في الحزب الليبرالي في أونتاريو ‏. وقد انتخب عضو برلمان مقاطعة أونتاريو ‏.